# Frédérique-Auguste-Sophie d'Anhalt-Bernbourg
Frédérique-Auguste-Sophie d'Anhalt-Bernbourg née le 28 août 1744 à Bernbourg et décédée le 12 avril 1827 à Coswig), est une princesse d'Anhalt-Zerbst. Elle est mariée à Frédéric-Auguste d'Anhalt-Zerbst, et est la belle-sœur de Catherine II. Elle est régente de la seigneurie de Jever d'avril 1793 à octobre 1806.

## Biographie
Elle est la fille de Victor-Frédéric d'Anhalt-Bernbourg, et d'Albertine de Brandenbourg-Schwedt (1712–1750). Elle épouse Frédéric-Auguste d'Anhalt-Zerbst le 22 mai 1764 à Ballenstedt am Harz. À cause d'un conflit avec la Prusse, Frédéric-Auguste d'Anhalt-Zerbst vit en exil depuis 1758. Le couple s'installe à Bâle en 1765. Elle est en contact avec Isaak Iselin et Peter Ochs qui lui dédicace le livre Geschichte der Stadt und Landschaft Basel (1786). Entre 1780 et 1791, le couple vit séparé.
En 1793, son mari décède sans enfants, et ses territoires sont divisés entre ses héritiers. La seigneurie de Jever revient à Catherine II qui nomme Frédérique comme gouverneur en avril 1793. Elle est décrite comme une régente active et réformatrice. Elle est obligée de quitter Jever quand le territoire est annexé par la France, en octobre 1806.
Elle passe le reste de sa vie avec sa sœur Catherine au château de Coswig.